# القوة الرباعية: الخير الذي لا يقهر
تُعد سلسلة «الترا بيست الموسم الأول» أو الخير الذي لا يقهر (يشار إليها عادتاً باسم «الخير الذي لا يقهر») وهو الجزء الأول من سلسلة الرسوم المتحركة ثلاثية الأبعاد الحربية الصينية «القوة الرباعية»، والتي أنتجتها من قبل شركة قوانغتشو  بلو ارك الرسوم المتحركة وسائل الإعلام المحدودة وتم عرضها لأول مرة على تليفزيون Golden Eagle Cartoon في أبريل 2011.
يحتوي الموسم على 33 حلقة، وهي الجزء الافتتاحي لسلسلة «القوة الرباعية»، إلى جانب الموسم الثاني «شجعان بدون خوف» الذي تم بثه في نوفمبر من نفس العام التي تمثل اخر 33 حلقة

## قصة
تحكي الاحداث عن شاب اسمه كينو يسافر في رحلة كبيرة مع اصحابه تاليس وفيوبي لكي يمنعوا عودة شرير اسمه هاديس لانه إذا عاد سوف يفرض سيطرته على الكون المتعدد وفي هذه الفترة يقابلون اصحاب كثر واعداء كثيرين

## الإنتاج

### موسيقى
1- الاغنية الافتتاحية: الوحوش المدرعة بالصينية 超兽武装
** غناء: ليو قانج وتشن جيلي
** كلمات: وانغ وي
** تلحين: يان شياو فنغ ووانغ وي
2- شارة النهاية: غبار بالصينية 尘曦
** غناء: لي بيبين وتشن جيلي
** كلمات: وانغ وي
** تلحين: وانغ وي

### الاصوات
| اسم المؤدي    | اسم الشخصية الاساسية           | اسم الشخصية الثانوية                       |
| ------------- | ------------------------------ | ------------------------------------------ |
| زو لي تشونج   | فيوبي اجيليا " امبرطورة الثلج" | الجدة سوليتا "الملكة العقربة "             |
| جو يو بين     | كينو                           | عشيرة الفيل الذهبي                         |
| تشين شي       | ديفن لوجان "الاسد الملك"       | جنود صفوف الخفاش                           |
| لو شوانج      | تاليس "السمين"                 | جنود سوليتا                                |
| تشاو ران      | تايلر                          | تشين لونج شقيق ديفن                        |
| دنغ هونغ      | باميلا سوليتا "صغيرة"          | ليزا " كمبيوتر المركبة السلحفاة"           |
| لي توان       | برادلي مستر وايات              | ستيجوسورس جنود التنين                      |
| جو تشاو تشينج | هاديس وستين                    | جنود وستين الاسد الفضي اورجين              |
| لو تشاو تيان  | تايتوز جريج "ملك الاشباح"      | الاسد الذهبي عشيرة الفيل الذهبي جنود وستين |
| وانج واي      | برادي                          | جنود صفوف الخفاش                           |

## قائمة الحلقات
| ترتيب الحلقات | اسم الحلقة في النسخة المدبلجة بالعربية | اسم الحلقة في النسخة المترجمة بالأنجليزية | اسم الحلقة بالصينية | اسم الحلقة المترجم           |
| ------------- | -------------------------------------- | ----------------------------------------- | ------------------- | ---------------------------- |
| 1             | الكون المتوازي                         | Parallel Universe                         | 平行宇宙            | الكون الموازي                |
| 2             | المعلم وايتّ                            | Master Wyatt                              | 玄易大师            | المعلم شين زي                |
| 3             | الملك الأسد                            | Lion King                                 | 狮王超兽            | الوحش الخارق الملك الأسد     |
| 4             | نداء المهمة                            | Call Of Massion                           | 使命召唤            | نداء الواجب                  |
| 5             | قيامة هاديس                            | The Resurrection Of Hades                 | 冥王复活            | قيامة مينج وانج (هاديس)      |
| 6             | إعادة المهمة                           | Massion Revisited                         | 使命轮回            | دورة المهمة                  |
| 7             | الكون الموازي رقم 2                    | Parallel Universe No.2                    | 第二平行宇宙        | الكون الموازي الثاني         |
| 8             | الملكة العقربة                         | Scorpion Queen                            | 蝎王超兽            | الوحش الخارق الملكة العقربة  |
| 9             | الحرب الزائفة                          | sitzkrieg                                 | 热血交融            | الدم والدم                   |
| 10            | الزكريات الضبابية                      | Misty Memory                              | 往事如烟            | الأحداث الماضية              |
| 11            | الأتحاد الخارق 2 في 1                  | Super Unibot 2 In 1                       | 超兽神二合体        | الوحش الخارق                 |
| 12            | الكون الموازي رقم 3                    | Parallel Universe No.3                    | 第三平行宇宙        | الكون الموازي الثالث         |
| 13            | ضربة البرق                             | Thunder Strike                            | 泰雷诀              | موهبة تَيري                   |
| 14            | الملك القرش الحوت                      | Whale King                                | 鲸鲨超兽            | الوحش الخارق القرش الحوت     |
| 15            | إحياء العنقاء                          | Phoenix Reborn                            | 凤凰重生            | إحياء العنقاء                |
| 16            | الأتحاد الخارق 3 في 1                  | Super Unibot 3 In 1                       | 超兽神三合体        | الوحش الخارق الثالوث         |
| 17            | البانغول (آكل النمل الصيني)            | Pangolin                                  | 穿山甲超兽          | الوحش الخارق البانغول        |
| 18            | الفيل الذهبي                           | Golden Elephant                           | 金象超兽            | الوحش الخارق الفيل الذهبي    |
| 19            | قوات الخفاش                            | The Bat Force                             | 云蝠战队            | سحابة فريق الخفاش            |
| 20            | الأتحاد الخارق 4 في 1                  | Super Unibot 4 In 1                       | 超兽神四合体        | الوحش الخارق الرباعي         |
| 21            | الكون الموازي رقم 4                    | Parallel Universe No.4                    | 第四平行宇宙        | الكون الموازي الرابع         |
| 22            | المبارزة العادلة                       | Fair Duel                                 | 公平决斗            | المبارزة العادلة             |
| 23            | تهديد قاتل                             | Fatle Threat                              | 致命威胁            | تهديد قاتل                   |
| 24            | الفضاء صفر                             | Zero Space                                | 元空间              | ما بعد الفضاء                |
| 25            | نظام الخفاش                            | Bat Power Array                           | 巨能云蝠阵          | سحابة طاقة الخفافيش العملاقة |
| 26            | خيانة                                  | Betrayal                                  | 叛变                | الأرتداد                     |
| 27            | الثقب الدودي                           | Worm Hole                                 | 虫洞                | الثقب الدودي                 |
| 28            | رحلة الأقوياء                          | The Strongs' Voyage                       | 强者之旅            | رحلة الأقوياء                |
| 29            | حدود الجحيم                            | The Boundary Of Hell                      | 集 冥之界           | ضبط العالم                   |
| 30            | الخير ضد الشر                          | Good Vs Evil                              | 正邪对立            | ضد الخير والشر               |
| 31            | كشف الأصل                              | Disclosed Birth                           | 飘萍身世            | حياة مزدرة                   |
| 32            | المعركة الأخيرة                        | Final Battel                              | 决战                | معركة حاسمة                  |
| 33            | عودة هاديس                             | The Return Of Hades                       | 冥王归来            | عودة مينج وانج (هاديس)       |

## اقراء أكثر
- سلسلة «القوة الرباعية»:
  - الارك الأول «الخير الذي لا يقهر»
  - الارك الثاني، «الشجعان بلا خوف»
  - النسخة الدولية من القوة الرباعية RevEvolution
- المنتج: قوانغتشو  بلو ارك الرسوم المتحركة وسائل الإعلام المحدودة